# Подуєне
Подуєне (болг. Подуяне, Подуене) — один з перших кварталів (історичних районів) у столиці Болгарії місті Софії.
Розташований на північ від кварталу Редута, південніше за житловий комплекс «Суха річка» (болг. Сухата река), на північний захід від кварталу Христо Ботєва, а на сході — межує з кварталом Василя Левськи (Васил Левски). Поруч знаходиться парк Оборіще, Ботевградське шосе та Ситняківський бульвар.
Повз район минають трамваї № 20 і 22 та автобуси № 11, 75, 404.
У районі був створений і почав свою діяльність рок-гурт Подуене блус бенд.